# Центральний банк Тринідаду і Тобаго
Центральний банк Тринідаду і Тобаго (англ. Central Bank of Trinidad and Tobago) — центральний банк Тринідаду і Тобаго.
Центральний банк Тринідаду і Тобаго розташований у Фінансовому комплексі Еріка Вільямса. Комплекс складається із зали засідань центрального банку та двох хмарочосів, відомих у народі як вежі-близнюки. У першій вежі розташований Центральний банк Тринідаду і Тобаго, а в другій — Міністерство фінансів. Це лише другий центральний банк, створений в англомовних країнах Карибського басейну, першим був Банк Ямайки, заснований у 1960 році.

## Керівники Центрального банку Тринідаду і Тобаго
- Джон Пірс (1964–1966) [1]
- Александр Маклеод (1966–1969) [1]
- Віктор Брюс (1969–1984) [1]
- Юрік Бобб (1984–1988) [1]
- Вільям Демас (1988–1992) [1]
- Томас Ейнсворт Хервуд (1992–1997) [1]
- Вінстон Дукеран (1997–2002) [1]
- Еварт С. Вільямс (2002–2012) [1]
- Джвала Рамбарран (2012–2015) [1]
- Елвін Гілер (з 2015)

## Функції
Центральний банк Тринідаду і Тобаго виконує багато функцій у своїй повсякденній діяльності. Центральний банк Тринідаду і Тобаго було створено Законом Парламенту від 12 грудня 1964 року. Зокрема, основними обов'язками Банку є емісія та викуп валюти; підтримка монетарної та фінансової стабільності; виконання функцій банкіра для уряду та комерційних банків, а також захист зовнішньої вартості долара Тринідаду і Тобаго.
Центральний банк є єдиною установою в країні, яка має право випускати банкноти та монети. Центральний банк несе відповідальність за:
дизайн валюти; підтримання її цілісності та забезпечення адекватної пропозиції валюти для задоволення потреб населення. для операцій на відкритому ринку.
У 2013 році Банк став 100-м членом Альянсу за фінансову доступність.  Крім того, він взяв на себе зобов'язання згідно з Майською декларацією перетворити Національну програму фінансової грамотності на Національний навчальний інститут фінансової доступності до кінця 2014 року. Інститут працюватиме з ключовими зацікавленими сторонами над розробкою Національної стратегії фінансової доступності, що базуватиметься на принципах лідерства, співпраці та розширення прав і можливостей «Великої двадцятки». Стратегія фінансової доступності буде зосереджена на основних принципах фінансової освіти та захисту прав споживачів фінансових послуг. 